# Borneoridion paradoxum
Espèce
Borneoridion paradoxum est une espèce d'araignées aranéomorphes de la famille des Theridiidae.

## Distribution
Cette espèce est endémique du Sabah en Malaisie,. Elle se rencontre dans le Banjaran Crocker vers Ulu Senagang.

## Description
Le mâle holotype mesure 1,85 mm.

## Systématique et taxinomie
Cette espèce a été décrite par Vanuytven et Deeleman-Reinhold en 2025.

## Publication originale
- Vanuytven & Deeleman-Reinhold, 2025 : « The genus Borneoridion Deeleman & Wunderlich, 2011, with the description of five new species (Araneae: Theridiidae). » Arachnology, vol. 20, no 1, p. 100-106.